# デレク・タツノ
デレク・シズオ・タツノ（Derek Shizuo Tatsuno、1958年 - ）は、アメリカ合衆国ハワイ州オアフ島出身の元プロ野球選手（投手）。188cm、77kg（大学2年時）。日本名・辰野静男。

## 来歴・人物
ルーツを広島県に持つハワイ移民日系3世。5歳から野球を始め、8歳からリトルリーグに入団。高校3年のときシンシナティ・レッズからドラフト6位指名されるがハワイ大学農学部に進学。
1977年、アメリカで行われた第6回日米大学野球選手権大会で、1年生ながら2試合に登板、左腕から繰り出す剛速球で、石毛宏典や原辰徳らのいた大学日本代表から2試合15イニングで、自責点0、奪三振22を奪い最高殊勲選手に選ばれた。1978年、2年生の全米大学野球でも9勝3敗、112回を投げ奪三振161、防御率1.61で、全米No.1投手の評価を受けた。当時、日米のプロ野球は、両コミッショナー間で「相手国の球団がドラフト指名した選手には手を出さない」という紳士協定があったが、タツノが日本のマスメディアに「日本のプロ野球でやってみたい」と発言し、巨人を始め日本の4分の3のプロ球団が、ハワイまで出かけて猛アタックをかけることとなり、大きな話題を呼んだ。
1978年の日米大学野球でも快投を見せ、「即戦力、今すぐプロに入っても15勝は計算できる」と評価を受け、前年のドラフト1位指名を拒否して浪人中だった「江川卓の価値を下げた」ともいわれた。
3年生となった翌1979年6月にサンディエゴ・パドレスからドラフト2位指名を受けたが断り、7月、日本の社会人野球・プリンスホテル入り。その後1980年1月のドラフトでシカゴ・ホワイトソックスから2位指名を受け、1982年1月のドラフトでミルウォーキー・ブルワーズから1位指名を受け帰国しブルワーズに入団した。
しかし、制球難からメジャーに昇格することはなく1986年までマイナーリーグでプレー、同年引退。
大学時代の実績から2007年7月、アメリカ大学野球殿堂（National College Baseball Hall of Fame）入り 。